# Wallyson Mallmann
Wallyson Teixeira Mallmann (16 februari 1994) is een Braziliaans-Duits voetballer afkomst die bij voorkeur als centrale middenvelder speelt. Hij verruilde in juli 2014 Manchester City voor Sporting CP, dat hem in het voorgaande jaar al huurde.

## Clubcarrière
Mallman speelde in de jeugd bij FC Basel en Manchester City. Tijdens het seizoen 2013/14 werd hij uitgeleend aan Sporting CP B. Op 6 november 2013 debuteerde hij voor het tweede elftal, op dat moment actief in de Segunda Liga, in een competitiewedstrijd tegen GD Chaves. Op 27 november 2013 scoorde hij zijn eerste doelpunt in de Segunda Liga, tegen SC Farense. Op 23 mei maakte hij zijn competitiedebuut namens Sporting Lissabon in de wedstrijd tegen Rio Ave. Mallman kwam een half uur voor tijd het veld in. Daarnaast speelde hij dat jaar ook nog 4 wedstrijden in de beker. Gedurende het seizoen 2015-2016 verhuurd de club hem aan OGC Nice. Op 31 augustus 2016 verkaste hij naar Standard de Liège.
1 Israel ·
2 Reis ·
3 St. Juste ·
5 Morita ·
6 Debast ·
8 Gonçalves ·
9 Gyökeres ·
10 Edwards ·
11 Santos ·
13 Kovačević ·
17 Trincão ·
19 Harder ·
20 Araújo ·
21 Catamo ·
22 Fresneda ·
23 Bragança ·
25 Inácio ·
26 Diomande ·
41 Callai ·
42 Hjulmand  ·
47 Esgaio ·
57 Quenda ·
72 Quaresma ·
Coach: Amorim